# Känns det igen
Känns det igen är den svenske bluesmusikern Rolf Wikströms sjätte studioalbum som soloartist, utgivet på skivbolaget MNW 1980.

## Låtlista
Där inte annat anges är låtarna skrivna av Rolf Wikström.
1. "Du är inte ensam"
2. "Det är för sent" (text: Anders Heyman)
3. "Jemede"
4. "Livet är ett gapskratt"
5. "Vi ger dig vår sång"
6. "Hjärtschlager"
7. "Som vattnet flyter i floden"

### Fotnoter
1. 1 2  ”Känns det igen”. Svensk mediedatabas. http://smdb.kb.se/catalog/search?q=Rolf+Wikstr%C3%B6m&x=0&y=0. Läst 8 januari 2013.